# Diomede Lớn
Diomede Lớn (tiếng Nga: остров Ратманова, ostrov Ratmanova; Inupiat: Imaqłiq) hay "Đảo ngày mai" (do nằm trên đường đổi ngày quốc tế) là một hòn đảo nằm trong quần đảo Diomede ở giữa eo biển Bering. Hòn đảo này là một phần của huyện Chukotsky của khu tự trị Chukotka, Nga.

## Địa lý

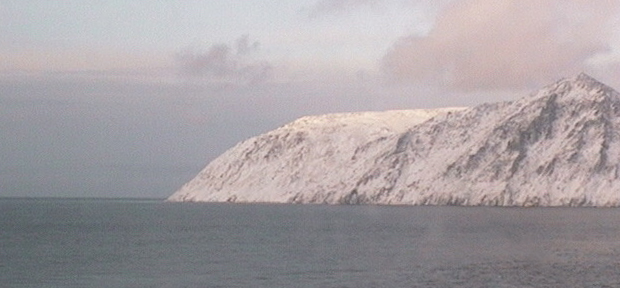
Diomede Lớn khi nhìn từ Diomede Nhỏ

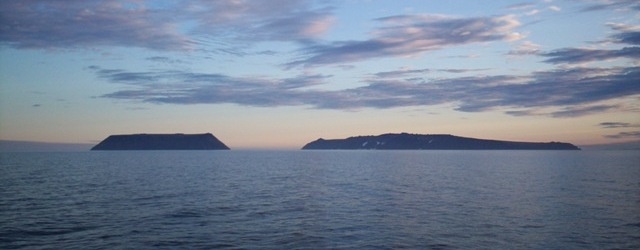
Diomede Lớn ở bên phải

Diomede Lớn tọa lạc cách Mũi Dezhnev trên bán đảo Chukchi và là điểm cực đông của nước Nga khoảng 45 km (28 dặm) về phía Đông Nam. Tọa độ của nó ở 65°46′52″B 169°03′25″T / 65,78111°B 169,05694°T. Nó có diện tích 29 km² (11 sq mi). Đường đổi ngày quốc tế chỉ cách hòn đảo này 1,3 km (0,81 dặm) về phía Đông. Điểm cao nhất của hòn đảo này nằm ở 65 ° 46'24.64 "N, 169 ° 04'0.6.61" W với độ cao 1.566 feet (0.4773168 m).

## Lịch sử
Hòn đảo này ban đầu là nơi sinh sống của người Inupiat. Viện Alaskans đầu tiên nói rằng: "Người dân trên đảo Diomede và đảo King là người Inupiat...".
Người châu Âu đầu tiên đến đảo này là nhà thám hiểm người Nga Semyon Dezhnyov năm 1648. Người Viking Đan Mạch Vitus Bering khám phá ra đảo Diomede ngày 16 tháng 8 năm 1728, ngày Giáo hội Chính thống giáo Nga tưởng niệm về vị tử đạo St. Diomedes.
Năm 1732, nhà địa lý Mikhail Gvozdev vẽ được bản đồ hòn đảo.
Năm 1867, trong thời gian thương vụ Alaska, biên giới mới của Hoa Kỳ và Nga đã chia cắt hai đảo Little Diomede và Big Diomede. 

### Thế kỷ 20
Trong Chiến tranh thế giới thứ hai, Big Diomede trở thành một căn cứ quân sự và tồn tại qua cả Chiến tranh Lạnh.
Sau Thế chiến II, người bản địa buộc phải rời Diomede Lớn tới đất liền. Ngày nay, không giống với Diomede Nhỏ của Alaska, nó không có người sinh sống, nhưng nó là nơi đặt một trạm thời tiết Nga và một căn cứ của Bộ đội Biên phòng Nga (FSB).
Trong Chiến tranh Lạnh, phần biên giới giữa Hoa Kỳ và Liên bang Xô viết chia cắt Diomede Lớn và Diomede Nhỏ được gọi là "tấm màn băng". Tuy nhiên vào năm 1987, Lynne Cox đã bơi từ Diomede Nhỏ đến Diomede Lớn (xấp xỉ 2,2 dặm (3,5 km)) và được khen ngợi bởi cả Mikhail Gorbachev và Ronald Reagan.

## Hệ động vật
Mười một loài chim bao gồm Puffins và Guillemots  được tìm thấy trên Big Diomede. Năm 1976, loài hummingbird rufous cũng được phát hiện trên đảo. Đối với động vật có vú, động vật chân màng (ví dụ hải cẩu đeo vòng và hải cẩu râu, hải mã) và các loài thú biển (ví dụ cá voi xám hoặc cá voi đầu cong hiếm hơn) sinh sống ở vùng biển quanh đảo.